# Naikoon Provincial Park
Der Naikoon Provincial Park ist ein rund 690 km² großer Provinzpark im Nordwesten der kanadischen Provinz British Columbia. Er liegt im Nordosten auf Graham Island und gehört zum North Coast Regional District.
Neben mehreren anderen Schutzgebieten (z. B. verschiedenen Ecological Reserve) ist der Park, zusammen mit dem Pure Lake Provincial Park, einer von zwei Provincial Park auf der Insel. Naikoon ist, in der Sprache der Haida, der Name für Rose Point und bedeutet „lange Nase“.

## Anlage
Das an der Hecate Strait gelegene Schutzgebiet zieht sich von Nordost nach Ost an der Küste der Insel entlang. Der Zugang zum Park erfolgt vom Highway 16 aus, über die Gemeinden Masset in Norden oder Tlell im Süden. Von den 69,071 ha Schutzgebietsfläche entfallen 66,961 ha auf Landfläche sowie 2,110 ha auf Wasserfläche und Gezeitensaum.
Bei dem Park handelt es sich um ein Schutzgebiet der Kategorie II (Nationalpark).

## Geschichte
Wie bei fast allen Provinzparks in British Columbia gilt auch für diesen, dass er lange bevor die Gegend von europäischen Einwanderern besiedelt oder sie Teil eines Parks wurde, Jagd- und Fischereigebiet verschiedener Stämme der First Nations, hier der Haida, war. In der Mythologie der Haida hat der „Rose Spit Beach“ eine besondere Bedeutung, da hier der „Rabe“ die ersten Menschen in einer Muschel entdeckt haben soll. Diesen Schöpfungsmythos stellt auch das Werk „The Raven and the First Men“ („Der Rabe und die ersten Menschen“) von Bill Reid da.
Der Park wurde am 18. Mai 1973 durch das Bill 174, zusammen mit 9 weiteren Parks, gegründet. Im Laufe der Zeit wurden Parkstatus und seine Grenzen mehrfach geändert. Mit dem Protected Areas of British Columbia Amendment Act von 2009 wurden die Parkgrenzen zuletzt verändert. Dabei wurde der Park von damals 72.641 ha auf seine heutige Größe verringert.

## Flora und Fauna
Das Ökosystem von British Columbia wird mit dem Biogeoclimatic Ecological Classification (BEC) Zoning System in verschiedene biogeoklimatischen Zonen eingeteilt. Biogeoklimatische Zonen zeichnen sich durch ein grundsätzlich identisches oder sehr ähnliches Klima sowie gleiche oder sehr ähnliche biologische und geologische Voraussetzungen aus. Daraus resultiert in den jeweiligen Zonen dann auch ein sehr ähnlicher Bestand an Pflanzen und Tieren. Der Park wird danach der Coastal Western Hemlock Zone mit der Subzone Wet Hypermaritime (CWHwh) zugeordnet.
Neben der Westamerikanischen Hemlocktanne, welche hier noch in einem Primärwald wachsen, und der Sitka-Fichte finden sich auch seltene oder bedrohte Arten wie die Austernpflanze (Mertensia maritima, engl. sea bluebell) im Park.
Nach Beobachtung der Parkverwaltung finden sich 170 verschiedene Vogelarten im Park, von denen auch 46 dort brüten. Dazu gehören der Kanadakranich und der Marmelalk.

## Aktivitäten
Der Park ist bei Wanderern und anderen Outdoor-Sportlern ein beliebtes Ziel. Er bietet eine Vielzahl von Wandermöglichkeiten.
Der Park hat, verteilt auf einen Platz im Norden sowie einen Platz im Süden, insgesamt 69 Stellplätze für Wohnmobile und Zelte und verfügt über Sanitäranlagen mit Dusche.